# Standfussiana insulicola
Standfussiana insulicola är en fjärilsart som beskrevs av Turati 1919. Standfussiana insulicola ingår i släktet Standfussiana och familjen nattflyn. Inga underarter finns listade i Catalogue of Life.